# Голям Лондон
Голям Лондон е едновременно регион, метрополно графство и церемониално графство в Англия. Това е метрополис, който включва столицата на Обединеното кралство Лондон. Голям Лондон има население от 8 174 000 жители (към 2011 г.) и площ от 1572 km2. Според преброяването през 2001 г., 71,15% от населението се е самоопределило като бяло. От общото население 5 230 155 жители са родени в Обединеното кралство, 172 162 в Индия, 157 285 в Република Ирландия, 84 565 в Бангладеш, 80 319 в Ямайка, и т.н. Към юни 2010 г. в Лондон са пребивавали 122 000 поляци.